# Biscogniauxia
Biscogniauxia Kuntze (nadrewnik) – rodzaj grzybów z rodziny Graphostromataceae.

## Systematyka i nazewnictwo
Pozycja w klasyfikacji według Index Fungorum: Graphostromataceae, Xylariales, Xylariomycetidae, Sordariomycetes, Pezizomycotina, Ascomycota, Fungi.
Synonimy: Albocrustum Lloyd
Kommamyce Nieuwl.
Nummularia Tul. & C. Tul.
Nummulariella Eckblad & Granmo
Numulariola House.
Gatunki występujące w Polsce:
- Biscogniauxia granmoi Lar.N. Vassiljeva 1998[3]
- Biscogniauxia marginata (Fr.) Pouzar 1979[4]
- Biscogniauxia nummularia (Bull.) Kuntze 1891[4] – nadrewnik bukowy
- Biscogniauxia repanda (Fr.) Kuntze 1891[4]

Nazwy naukowe na podstawie Index Fungorum. Wykaz gatunków podany przypisami. Nazwa polska na podstawie rekomendacji Komisji ds. Polskiego Nazewnictwa Grzybów przy Polskim Towarzystwie Mykologicznym.